# Automeris tamphilus
Automeris tamphilus är en fjärilsart som beskrevs av William Schaus 1892. Automeris tamphilus ingår i släktet Automeris och familjen påfågelsspinnare. Inga underarter finns listade i Catalogue of Life.